# Cylindrothorax balteatus
Cylindrothorax balteatus – gatunek chrząszcza z rodziny kózkowatych i podrodziny zgrzypikowych. Jedyny przedstawiciel rodzaju Cylindrothorax.

## Zasięg występowania
Afryka Wschodnia; notowany w Kenii.